# Pithyllis
Pithyllis is een geslacht van vlinders van de familie snuitmotten (Pyralidae), uit de onderfamilie Pyralinae.

## Soorten
- P. boudinotalis Leraut, 2011
- P. fotakalis Viette, 1960
- P. lhonorealis Leraut, 2011
- P. madegassalis Viette, 1960
- P. metachrysalis Hampson, 1906
- P. metachryseis (Hampson, 1906)
- P. mirei Leraut, 2009
- P. ornata Grünberg, 1910
- P. pallidalis Leraut, 2007
- P. turlini Leraut, 2011
- P. yapoensis Leraut, 2011